# سامانه مدیریت گسترده اطلاعات
سامانه مدیریت گسترده اطلاعات (SWIM) یک برنامه اداره هوانوردی فدرال (FAA) است که با یک برنامه و فناوری پیشرفته طراحی شده‌است تا موجب تسهیل پذیری بیشتر در به اشتراک گذاری اطلاعات مدیریت ترافیک هوایی) ATM (همچون موقعیت عملکردی فرودگاه و اطلاعات از وضعیت آب و هوا و اطلاعات پرواز موقعیت‌های استفاده ضروری و مخصوص از خط‌های هوایی و محدودیت‌های سامانه ملی فضایی(NAS) شود. سامانه مدیریت گسترده اطلاعات (SWIM) توانایی پشتیبانی از برنامه‌های حال حاضر و آینده ناسا را با ارائه یک فضای قابل انعطاف و امن از مدیریت اطلاعات خواهد داشت. سامانه مدیریت گسترده اطلاعات (SWIM) از یک برنامه سخت‌افزاری و نرم‌افزاری تجاری بهره‌برداری خواهد کرد تا از معماری سرویس‌گرا (SOA) که آسان سازنده بخش‌های اضافی سامانه‌های جدید و تبادل اطلاعات است و موجب افزایش آگاهی‌های مشترک به صورت موقتی می‌شود، پشتیبانی خواهد کرد.
یوروکنترل (Eurocontrol) آغازگر ارائه مفهوم سامانه مدیریت گسترده اطلاعات (SWIM) به FAA در سال ۱۹۹۷ بود. جایی که از آن زمان تا به حال همچنان در حال ساخته شدن است. در سال ۲۰۰۵ شرکت بین‌المللی و غیرنظامی هوایی (ایکائو) اداره کننده ترافیک هوایی جهانی (ATM) پذیرای مفهوم SWIM به منظور ترویج و ادغام اطلاعات ATM بود. سامانه مدیریت گسترده اطلاعات (SWIM) در حال حاضر به عنوان بخش پروژه‌های سازنده در آمریکا (نسل جدید حمل و نقل هوایی یا NextGen) در خاور میانه (GCAA SWIM Gateway) و در اتحادیه اروپا (Single European Sky ATM Research) تحت فعالیت است.
سامانه مدیریت گسترده اطلاعات (SWIM) به عنوان بخشی از نسل جدید حمل و نقل هوایی (NextGen) از FAA و همانند چتری برای سیر تکاملی ناسای آمریکا از سامانه‌های زمینی مراقبت پرواز (ATC) تا سامانه‌های ماهواره ای اداره ترافیک هوایی بوده‌است. دگرگونی در نسل جدید حمل و نقل هوایی (NextGen) نیازمند برنامه‌ها و فناوری‌هایی می‌باشد که ارائه دهنده عملکردهای کارآمد که توانایی گفتگوهای ساده را ایجاد می‌کند باشد. سامانه مدیریت گسترده اطلاعات (SWIM) که به صورت بخشی مستثنی از تمامی این دگرگونی هاست در آینده متصل کننده FAA سامانه‌ها خواهد بود. برنامه سامانه مدیریت گسترده اطلاعات (SWIM) بعلاوه امکان نزدیکی و بحث و گفتگو با دیگر اعضای تصمیم گیرنده و سازنده جامعه شامل نماینده‌های دیگر بخش‌های دولتی، ارائه دهنده‌های سامانه جهت‌یابی، و استفاده‌کنندگان فضای هوایی را ایجاد خواهد کرد.
برنامه سامانه مدیریت گسترده اطلاعات (SWIM) ما را به سمت بسیاری از بخش‌های مفید خود هدایت می‌کند. سامانه مدیریت گسترده اطلاعات (SWIM) می‌تواند کمک کننده در ارتقای سطح امنیت هوایی باشد به صورتی که اجازه دسترسی به اطلاعات را به تعداد بیشتری از تصمیم گیرنده‌ها می‌دهد. این موضوع می‌تواند ارائه دهنده اطلاعات استواری به استفاده‌کنندگان متفاوت (خلبانان، کنترل‌کننده‌ها و توضیح کننده‌ها) که به صورت فعالانه در حال تصمیم‌گیری هستند باشد.
سامانه مدیریت گسترده اطلاعات (SWIM) به عنوان مهم‌ترین ارائه دهنده استفاده کارآمد از فضای هوایی، تنظیم کننده و ارائه کننده ترافیک هوایی سراسری و ایجاد کننده آگاهی وضعیت (SA) زمین است. سرویس‌های بنیادی سامانه مدیریت گسترده اطلاعات (SWIM) موجب می‌شود که سامانه‌های درخواست کننده و دریافت کننده اطلاعات در زمان‌های مورد نیاز عضوی برای دریافت خودکار رسید ارائه دهنده و انتشار دهنده اطلاعات به صورت مناسب باشند که این خود موجب پخش شدن اطلاعات در سامانه‌های مختلف می‌شود. بعلاوه می‌تواند به استفاده‌کنندگان فضای هوایی و کنترل‌کننده‌ها اجازه دسترسی مناسب به جدیدترین اطلاعات که ممکن است در حوزه مسئولیت آن‌ها در حال روی دادن باشد را بدهد. سامانه مدیریت گسترده اطلاعات (SWIM) می‌تواند پیشرفت دهنده در امور تصمیم‌گیری و پخش و گسترش ساده اطلاعات به منظور برنامه‌ریزی و اجرای آن‌ها باشد.
بعلاوه سامانه مدیریت گسترده اطلاعات (SWIM) می‌تواند به کاهش قیمت‌ها و خرج‌های زیرساختی با کاستن تعداد خط اتصالات و رابط‌ها بین سامانه‌ها کمک کند. در ابتدا سامانه مدیریت گسترده اطلاعات (SWIM) ارائه دهنده یک خط اتصال و رابط به صورت چارچوب خواهد بود که کاهش دهنده عملکردها و خرج‌های تعمیراتی برای تمامی رابط‌های فعلی است. سامانه‌های جدید با استفاده از سازگاری ارتباطی با SWIM رابط‌ها و اتصالاتی را ایجاد خواهد کرد که نتیجه آن‌ها کاهش خرج‌های تولیدی اتصالات خواهد بود. در نهایت، از این پس منابع اطلاعات زاید مورد نیاز نخواهد بود و سامانه‌های مرتبط و وابسته از بین خواهند رفت.
سامانه مدیریت گسترده اطلاعات (SWIM) به عنوان یکی از کلیدی‌ترین اجزای [Single European Sky ATM Research SESAR] (تحقیقات ATM آسمان اتحادیه اروپا) توسط بخش متعهد SESAR نقشه ریزی و برنامه‌ریزی شده‌است.